# Montañas Kaczawskie
Las montañas Katzbach o las montañas Kaczawskie (en polaco: Góry Kaczawskie, alemán: Katzbachgebirge) son una cadena montañosa de aproximadamente 30 kilómetros de largo situada en los Sudetes occidentales de Polonia. Se encuentra dentro de la provincia polaca de Baja Silesia. Su pico más alto es el Melkgelte / Skopiec (724 m). Al norte de las montañas Katzbach se encuentran las estribaciones de Katzbach (polaco: Pogórze Kaczawskie, alemán: Bober-Katzbach-Vorgebirge).

## Ubicación

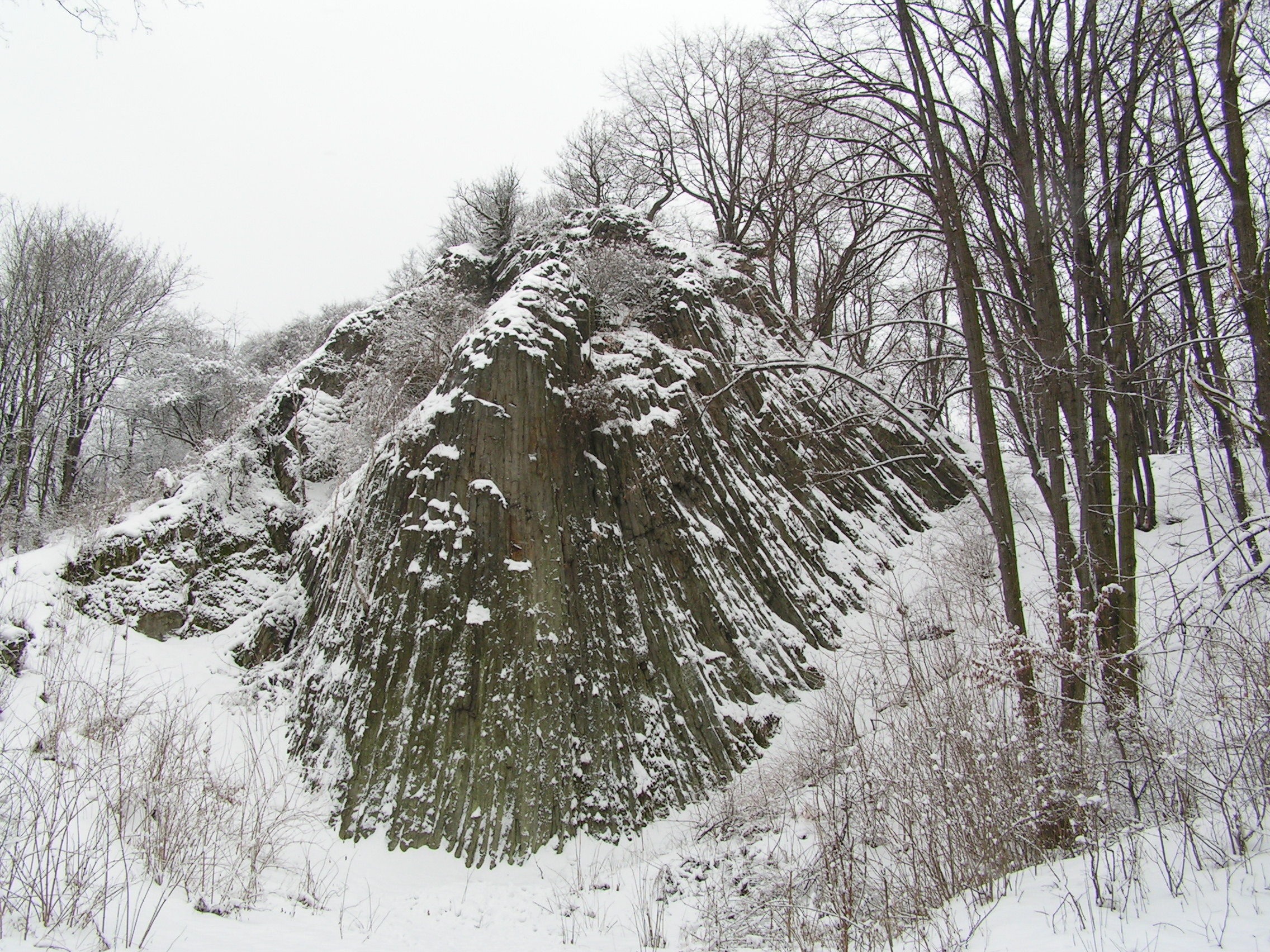
Małe Organy Mysliborskie formación de lava en las montañas Kaczawskie

La cadena, que se extiende de noroeste a sureste a altitudes de entre 400 y 700 metros, es una cadena montañosa formada por piedra caliza, pizarra y dolomita. En el oeste, el Bober separa la cadena de las montañas Jizera y Jizera Foreland; al norte se encuentran las estribaciones de Katzbach; al este forma el límite el río Raging Neisse / Nysa Szalon. En el sudeste, las montañas Katzbach se funden en las montañas  Waldenburg / Walbrzyskie Highlands. Al sur, las montañas Landeshut / Rudawy Janowickie y el valle Jelenia Gora  forman la transición a las Montañas de los Gigantes.